# James Anthony Walsh
Pour les articles homonymes, voir James Walsh (homonymie) et Walsh.
James Anthony Walsh, né le 24 février 1867 à Cambridge (Massachusetts) et mort le 14 avril 1936 à Maryknoll (État de New York), est un ecclésiastique américain qui fut le cofondateur des pères et frères missionnaires de Maryknoll.

## Biographie
Il est le fils de James Walsh et de son épouse, née Hanna Shea. Après avoir terminé ses études secondaires, il entre au Boston College High School, où ses qualités de débatteur et de journaliste sont reconnues et développées. Il est tenté par la carrière de bibliothécaire, puis fait ses études au Harvard College et au séminaire Saint John's de Brighton. Il est ordonné prêtre le 20 mai 1892 à la cathédrale de la Sainte-Croix de Boston. 
Après son ordination, l'abbé Walsh est nommé comme curé de l'église Saint-Patrick de Roxbury, où il développe l'apostolat auprès de la jeunesse. En 1903, il est nommé directeur diocésain de la Société de la propagation de la foi et fonde en 1907 la revue missionnaire The Field Afar publiée mensuellement.
Son intérêt grandissant envers les missions de l'Église catholique, l'amène à fonder avec Thomas Frederick Price, la Société catholique des missions étrangères d'Amérique (C.F.M.S.A.) (plus communément appelée Maryknoll) en 1911. En tant que directeur spirituel de Mary Joseph Rogers, il l'encourage à fonder les Sœurs de Saint Dominique des missions étrangères, appelées depuis 1954 Sœurs de Maryknoll de Saint Dominique. Il est le premier supérieur général des pères et frères de Maryknoll de 1911, jusqu'à sa mort en 1936. Mgr James Edward Walsh lui succède. Pendant son mandat de supérieur général, il voyage à travers les États-Unis pour lever des fonds et des vocations, se rend à Rome et dans d'autres pays du monde. 
En 1933, Rome le nomme évêque in partibus de Syene (de). Il est consacré à Rome, le 29 juin 1933 au collège pontifical de la Propaganda Fide par le cardinal Fumasoni Biondi.
Il meurt à Maryknoll le 14 avril 1936. Son enseignement tout au long de sa vie a encouragé de nombreuses vocations missionnaires.

## Publications
- Choral Sodality Handbook (1898,1955)
- A Modern Martyr (1907)
- Thoughts from Modern Martyrs (1908)
- Observations in the Orient (1919)
- In the Homes of Martyrs (1922)

## Source
- (en) Cet article est partiellement ou en totalité issu de l’article de Wikipédia en anglais intitulé « James Anthony Walsh » (voir la liste des auteurs).